# West Bay (Doha)
West Bay (arabisk ad-Dafnah), er et område i Qatars hovedstad Doha. Gennem de sidste fem år har området udviklet sig meget. Der er bl.a. kommet skyskrabere som skal være med til at gøre området til Dohas "centrum". Derudover er der bygget indkøbscentre, finansielt kvarter m.m.
Området er dog langt fra at være færdigudviklet, der er stadig tomme grunde i området, men samtidigt med Qatars økonomiske vækst vil disse også blive bebygget.

## Bygningerne
1. Dubai-Towers
2. Burj Qatar
3. al-Bidda Tower
4. West Bay Lagoon Plaza

## Firmaer i området
1. QatarGas
2. QIPCO

25°19′29″N 51°31′51″Ø / 25.324606°N 51.530723°Ø